# فيركا سيردوتشكا
أندريه ميخايلوفيتش دانيلكو (بالأوكرانية: Андрі́й Миха́йлович Дани́лко)؛ (بالروسية: Андрей Миха́йлович Дани́лко)، بالحروف اللاتينية: Andrey Mikhaylovich Danilko ؛ من مواليد 2 أكتوبر 1973) مغني بوب وراقص. مثل دانيلكو بلده أوكرانيا في مسابقة الأغنية الأوروبية 2007 باسم فيركا سيردوتشكا وحصل على المركز الثاني. باع سيردوتشكا أكثر من 600000 سجل خلال حياته المهنية في أوكرانيا. كممثل، ظهر أيضًا في أكثر من عشرة أفلام تلفزيونية، وهو معروف أيضًا بظهوره باسم سيردوتشكا في الفيلم الكوميدي الأمريكي جاسوس عام 2015.